# رافائل نازاریان
رافائل هوهانسی نازاریان (ارمنی: Ռաֆայել Հովհաննեսի Նազարյան؛ زادهٔ ۲۶ مارس ۱۹۷۵) یک بازیکن فوتبال بازنشسته اهل ارمنستان در پست هافبک است.

## باشگاهی
از باشگاه‌هایی که در آن بازی کرده‌است می‌توان به پیونیک، آرارات ایروان، بانانتس، اولیس، زوارتنوتس-ای‌ای‌ال و داریدا رایون مینسک اشاره کرد.

## تیم ملی
وی همچنین در تیم ملی فوتبال ارمنستان بازی کرده‌است. نخستین بازی ملی خود را در چهارچوب مقدماتی جام جهانی ۱۹۹۸ در تاریخ ۲۰ اوت ۱۹۹۷ در ایروان در مقابل پرتغال انجام داده‌است.